# Гагароподібні
Гагароподібні (Gaviiformes) — ряд кілегрудих птахів. Ряд включає 5 сучасних видів та низку викопних форм.

## Поширення
Сучасні гагароподібні поширені в арктичних та помірних регіонах північної півкулі. У доісторичні часи гагари були поширені південніше — викопні рештки знайдені у Каліфорнії, Флориді та Італії.

## Класифікація
Ряд гагароподібні (Gaviiformes)
- базальні представники
  - рід †Gaviella Shufeldt, 1915
    - †G. pusilla Shufeldt, 1915
- родина †Colymboididae, Brodkorb, 1963
  - рід †Colymboides, Milne-Edwards, 1867
    - †C. minutus Milne-Edwards, 1867
    - †C. anglicus Lydekker, 1891
    - †C. metzleri Mayr, 2004
- родина гагарові (Gaviidae) J.A. Allen, 1897
  - рід гагара (Gavia) Forster, 1788
    - Гагара білодзьоба (Gavia adamsii) (Gray, 1859)
    - Гагара білошия (Gavia pacifica) (Lawrence, 1858)
    - Гагара червоношия (Gavia stellata) (Pontoppidan, 1763)
    - Гагара полярна (Gavia immer) (Brunnich, 1764)
    - Гагара чорношия (Gavia arctica) (Linnaeus, 1758)
    - †Gavia brodkorbi (Howard, 1978)
    - †Gavia concinna (Wetmore, 1940) 
    - †Gavia egeriana (Svec, 1982)
    - †Gavia fortis (Olson и Rasmussen, 2001)
    - †Gavia howardae (Brodkorb, 1953)
    - †Gavia moldavica (Kessler, 1984)
    - †Gavia paradoxa (Umanskaja, 1981)
    - †Gavia schultzi (Mlíkovsky, 1998)